# Дера-Исмаил-Хан
Дера-Исмаил-Хан (пушту ډېره اسماعيل خان‎) — город в провинции Хайбер-Пахтунхва, Пакистан, административный центр одноимённого округа.

## История
В этом городе произошло несколько кровавых террористических актов, в результате которых погибли десятки людей. Так как в городе нет доступа к электронным средствам массовой информации, то только инциденты связанные с терактами сообщаются населению, в то время как убийства и прочие акты насилия не сообщают ни местные газеты, ни национальные телеканалы.
19 августа 2008 года террорист-смертник взорвал себя в приёмном покое больницы, погибли 32 человека, в том числе семь полицейских, которые присутствовали для защиты местного шиитского лидера Басита Али Заиди. Двадцать членов семьи Заиди скончались на месте происшествия. Считается, что нападение осуществило движение «Талибан», которое взяло на себя ответственность за взрыв. Теракт произошёл с целью оказать давление на пакистанское правительство и заставить их отменить своё наступление в долине Сват и Баджаур в Федеральной зоне племён, которое началось за несколько недель до взрыва.
21 ноября 2008 года, шиитский религиозный лидер Аллам Назир Хуссейн Шах был застрелен вместе с Шах Икбал Хуссейном. Во время их похоронной процессии, террорист-смертник взорвал себя, убив 9 человек и ранив ещё 39.
20 февраля 2009 года террорист-смертник взорвал себя во время похоронной процессии одного из лидеров местных шиитов, убив более 32 человек и ранив ещё 157.

## География
Расположен на западном берегу Инда, в 320 км к западу от Лахора и в 190 км к северо-западу от Мултана, на высоте 165 м над уровнем моря.

## Население
По результатам переписи 1998 года в городе проживало 90 357 человек. Население по оценочным данным 2010 года составляет 111 871 человек.